# Жефф Штрассер
Жефф Штрассер (люксемб. Jeff Strasser, нар. 5 жовтня 1974, Люксембург) — люксембурзький футболіст, що грав на позиції захисника, зокрема за низку німецьких і французьких команд, а також за національну збірну Люксембургу. По завершенні ігрової кар'єри — тренер.

## Клубна кар'єра
У дорослому футболі дебютував 1993 року виступами за французький «Мец», за який відіграв шість сезонів, взявши участь у 67 матчах чемпіонату. 1996 року виборов у його складі титул володаря Кубка французької ліги.
Згодом з 1999 по 2006 рік грав у Німеччині, захищаючи кольори «Кайзерслаутерна» та «Боруссії» (Менхенгладбах).
2006 року повернувся до Франції, уклавши контракт зі «Страсбуром», після чого знову грав за «Мец».
Завершував ігрову кар'єру у 2009–2010 роках, провівшу у цей період по декілка ігор за люксембурзьку «Фолу» та швейцарський «Грассгоппер».

## Виступи за збірну
1993 року дебютував в офіційних матчах у складі національної збірної Люксембургу.
Загалом протягом кар'єри у національній команді, яка тривала 18 років, провів у її формі 98 матчів, забивши 7 голів.

## Кар'єра тренера
Завершивши ігрову кар'єру 2010 року, лишився у клубній структурі «Фоли», де очолив молодіжну команду. Того ж року уперше очолив тренерський штаб головної команди цього клубу, яку згодом також тренував у 2012–2017 і 2018–2020 роках.
Протягом 2017–2018 років був головним тренером німецького «Кайзерслаутерна», а наразі останнім місцем тренерської роботи Штрассера був люксембурзький «Свіфт», який він тренував протягом частини 2020 року.

## Титули і досягнення

### Як гравця
- Володар Кубка французької ліги (1):

«Мец»: 1995-1996

### Як тренера
- Чемпіон Люксембургу (2):

«Фола»: 2012-2013, 2014-2015